# Kolkvicija
Kolkvicija (lat. Kolkwitzia amabilis, sin. Linnaea amabilis (Graebn.) Christenh.), listopadni grm iz porodice kozokrvnica, uključivan u zaseban monotipski rod Kolkwitzia.
Naraste do 3 metra visine. Listovi jednostavni, nasuprotni. Cvate od kasnog proljeća do ranog ljeta obiljem zvonastih, nježno ružičastih do bijelih cvjetova. Njegovi upareni zvonasti cvjetovi, jedan iznad drugoga, skupljeni su na vrhovima grana. Nakon ovih ranih ljetnih cvjetova slijede smeđi čekinjasti plodovi koji ostaju na grmu do zime.
Domovina joj je Kina, a uvezena je i u Hrvatsku, Austriju, Alabamu i Vermont.
- K. amabilis
- K. amabilis
- K. amabilis

## Vanjske poveznice
- Linnaea amabilis  Arhivirana inačica izvorne stranice od 13. travnja 2022. (Wayback Machine)